# Beatrice Chepkoech
Beatrice Chepkoech (Kabarnet, 6 de julio de 1991) es una deportista keniana que compite en atletismo, especialista en la prueba de 3000 m obstáculos.
Ganó dos medallas en el Campeonato Mundial de Atletismo, en los años 2019 y 2023, y una medalla de bronce en el Campeonato Mundial de Atletismo en Pista Cubierta de 2024. Participó en tres Juegos Olímpicos de Verano, ocupando el cuarto lugar en Río de Janeiro 2016, el séptimo en Tokio 2020 y el sexto en París 2024, en los 3000 m obstáculos.
En julio de 2018 estableció una nueva plusmarca mundial  de los 3000 m obstáculos (8:44,32).
Ha obtenido la victoria en nueve reuniones de la Liga de Diamante: una en 2017, cuatro en 2018 y cuatro en 2019.

## Trayectoria
Empezó a competir internacionalmente en 2014. Obtuvo una medalla de bronce en los Juegos Panafricanos de 2015, en la prueba de 1500 m.
En 2017 ganó su primera prueba de la Liga de Diamante, en la reunión de París. Ese mismo año quedó cuarta en el Campeonato Mundial, en los 3000 m obstáculos. Al año siguiente ganó una medalla de plata en los Juegos de la Mancomunidad (1500 m) y una medalla de oro en el Campeonato Africano (3000 m obstáculos).
En 2019 se coronó campeona mundial al ganar la final de los 3000 m obstáculos del Mundial de Doha, con un tiempo de 8:57,84.

## Palmarés internacional
| Campeonato Mundial                   | Campeonato Mundial    | Campeonato Mundial | Campeonato Mundial |
| Año                                  | Lugar                 | Medalla            | Prueba             |
| ------------------------------------ | --------------------- | ------------------ | ------------------ |
| 2019                                 | Doha (Catar)          | Medalla de oro     | 3000 m obstáculos  |
| 2023                                 | Budapest (Hungría)    | Medalla de plata   | 3000 m obstáculos  |
| Campeonato Mundial en Pista Cubierta |                       |                    |                    |
| Año                                  | Lugar                 | Medalla            | Prueba             |
| 2024                                 | Glasgow (Reino Unido) | Medalla de bronce  | 3000 m             |